# Valerij Kamenskij
Valerij Viktorovič Kamenskij (in russo Валерий Викторович Каменский?; Voskresensk, 18 aprile 1966) è un ex hockeista su ghiaccio russo, fino al 1991 sovietico, professionista che giocava nel ruolo di ala sinistra. Ha giocato nella National Hockey League con la maglie dei Quebec Nordiques, dei Colorado Avalanche, dei New York Rangers, dei Dallas Stars e dei New Jersey Devils.

## Statistiche
| Stagione   | Squadra            | Stagione regolare | Stagione regolare | Stagione regolare | Stagione regolare | Stagione regolare | Stagione regolare | Playoff | Playoff | Playoff | Playoff | Playoff |
| Stagione   | Squadra            | Lega              | P                 | G                 | A                 | Pt                | PIM               | P       | G       | A       | Pt      | PIM     |
| ---------- | ------------------ | ----------------- | ----------------- | ----------------- | ----------------- | ----------------- | ----------------- | ------- | ------- | ------- | ------- | ------- |
| 1982–83    | Khimik Voskresensk | USSR              | 5                 | 0                 | 0                 | 0                 | 0                 | —       | —       | —       | —       | —       |
| 1983–84    | Khimik Voskresensk | USSR              | 20                | 2                 | 2                 | 4                 | 6                 | —       | —       | —       | —       | —       |
| 1984–85    | Khimik Voskresensk | USSR              | 45                | 9                 | 3                 | 12                | 24                | —       | —       | —       | —       | —       |
| 1985–86    | CSKA Mosca         | USSR              | 40                | 15                | 9                 | 24                | 8                 | —       | —       | —       | —       | —       |
| 1986–87    | CSKA Mosca         | USSR              | 37                | 13                | 8                 | 21                | 16                | —       | —       | —       | —       | —       |
| 1987–88    | CSKA Mosca         | USSR              | 51                | 26                | 20                | 46                | 40                | —       | —       | —       | —       | —       |
| 1988–89    | CSKA Mosca         | USSR              | 40                | 18                | 10                | 28                | 30                | —       | —       | —       | —       | —       |
| 1989–90    | CSKA Mosca         | USSR              | 45                | 19                | 18                | 37                | 38                | —       | —       | —       | —       | —       |
| 1990–91    | CSKA Mosca         | USSR              | 46                | 20                | 26                | 46                | 66                | —       | —       | —       | —       | —       |
| 1991–92    | Quebec Nordiques   | NHL               | 23                | 7                 | 14                | 21                | 14                | —       | —       | —       | —       | —       |
| 1992–93    | Quebec Nordiques   | NHL               | 32                | 15                | 22                | 37                | 14                | 6       | 0       | 1       | 1       | 6       |
| 1993–94    | Quebec Nordiques   | NHL               | 76                | 28                | 37                | 65                | 42                | —       | —       | —       | —       | —       |
| 1994–95    | HC Ambrì-Piotta    | NLA               | 12                | 13                | 6                 | 19                | 2                 | —       | —       | —       | —       | —       |
| 1994–95    | Quebec Nordiques   | NHL               | 40                | 10                | 20                | 30                | 22                | 2       | 1       | 0       | 1       | 0       |
| 1995–96    | Colorado Avalanche | NHL               | 81                | 38                | 47                | 85                | 85                | 22      | 10      | 12      | 22      | 28      |
| 1996–97    | Colorado Avalanche | NHL               | 68                | 28                | 38                | 66                | 38                | 17      | 8       | 14      | 22      | 16      |
| 1997–98    | Colorado Avalanche | NHL               | 75                | 26                | 40                | 66                | 60                | 7       | 2       | 3       | 5       | 18      |
| 1998–99    | Colorado Avalanche | NHL               | 65                | 14                | 30                | 44                | 28                | 10      | 4       | 5       | 9       | 4       |
| 1999–00    | New York Rangers   | NHL               | 58                | 13                | 19                | 32                | 24                | —       | —       | —       | —       | —       |
| 2000–01    | New York Rangers   | NHL               | 65                | 14                | 20                | 34                | 36                | —       | —       | —       | —       | —       |
| 2001–02    | Dallas Stars       | NHL               | 24                | 3                 | 6                 | 9                 | 2                 | —       | —       | —       | —       | —       |
| 2001–02    | New Jersey Devils  | NHL               | 30                | 4                 | 8                 | 12                | 18                | 2       | 0       | 0       | 0       | 0       |
| 2003–04    | Chimik Mytišči     | RSL               | 23                | 5                 | 9                 | 14                | 53                | —       | —       | —       | —       | —       |
| 2004–05    | Chimik Mytišči     | RSL               | 57                | 17                | 19                | 36                | 59                | —       | —       | —       | —       | —       |
| Totale NHL | Totale NHL         | Totale NHL        | 637               | 200               | 301               | 501               | 383               | 66      | 25      | 35      | 60      | 72      |

## Palmarès

### Club
- Stanley Cup: 1

 Colorado Avalanche: 1996

### Nazionale
- Giochi olimpici: 1

 Unione Sovietica: 1988
- Giochi olimpici: 1

 Russia: 1998
- Campionato mondiale di hockey su ghiaccio: 3

 Unione Sovietica: 1986, 1989, 1990
- Campionato mondiale di hockey su ghiaccio Under-20: 1

 Unione Sovietica U-20: 1986
- Campionato mondiale di hockey su ghiaccio Under-20: 1

 Unione Sovietica U-20: 1985
- Canada Cup: 1

 Unione Sovietica: 1987

### Individuale
- Triple Gold Club:

Membro dal 10 giugno 1996